# Mundial de Clubes de La Comunidad de Madrid Sub-17
O Mundial de Clubes de La Comunidad de Madrid Sub-17 foi uma competição de futebol de categorias de base realizada anualmente entre 2005 e 2019 em Colmenar Viejo e Torrejón de Ardoz, na comunidade autónoma de Madrid. É considerada uma das principais competições de base da Espanha e também do mundo.
O Real Madrid é o maior campeão com quatro conquistas. Posteriormente, vem o Corinthians com três troféus.

## História
O torneio começou a ser disputado no ano de 2005 na Espanha, nos municípios de Ciudad Real e Albacete. Em 2007 as cidades de Miguelturra, Hellín, Villarrobledo e La Roda também se tornaram sedes da disputa, e em 2008, Toledo também a fazer parte do roteiro. O torneio reúne por edição 16 equipes, contando com times da Europa, América do Sul, África, Ásia e América do Norte. O sistema de disputa divide as equipes em 4 grupos de 4 clubes cada na primeira fase, sendo que os dois primeiros de cada grupo se classificam para as fases finais, disputadas em jogo único. A grande final ocorre no estádio Salto del Caballo de Toledo, em Albacete.

## Campeões
Com disputa de terceiro lugar
Sem disputa de terceiro lugar

### Títulos por clube
| Pos  | Clube                  | Títulos | Vices | Semifinais |
| ---- | ---------------------- | ------- | ----- | ---------- |
| 1.º  | Real Madrid            | 4       | 2     | 5          |
| 2.º  | Corinthians            | 3       | 1     | —          |
| 3.º  | Palmeiras              | 2       | 1     | 1          |
| 4.º  | Boca Juniors           | 2       | —     | 1          |
| 4.º  | São Paulo              | 2       | —     | 1          |
| 6.º  | Atlético de Madrid     | 1       | 1     | 4          |
| 7.º  | River Plate            | 1       | —     | —          |
| 8.º  | Barcelona              | —       | 3     | 4          |
| 9.º  | Partizan               | —       | 1     | 2          |
| 10 º | Benfica                | —       | 1     | 1          |
| 11.º | Atlético Nacional      | —       | 1     | —          |
| 11.º | Chivas Guadalajara     | —       | 1     | —          |
| 11.º | Espanyol               | —       | 1     | —          |
| 11.º | Leganés                | —       | 1     | —          |
| 11.º | Seleção Chinesa        | —       | 1     | —          |
| 16.º | Rayo Vallecano         | —       | —     | 3          |
| 17.º | Athletic Bilbao        | —       | —     | 2          |
| 18.º | Altınordu              | —       | —     | 1          |
| 18.º | Betis                  | —       | —     | 1          |
| 18.º | Olympique de Marseille | —       | —     | 1          |
| 18.º | Porto                  | —       | —     | 1          |
| 18.º | Pumas                  | —       | —     | 1          |
| 18.º | Sevilla                | —       | —     | 1          |

### Títulos por país
| Pos | País      | Títulos | Vices | Semifinais |
| --- | --------- | ------- | ----- | ---------- |
| 1.º | Brasil    | 7       | 2     | 2          |
| 2.º | Espanha   | 5       | 8     | 20         |
| 3.º | Argentina | 3       | —     | 1          |
| 4.º | Portugal  | —       | 1     | 2          |
| 4.º | Sérvia    | —       | 1     | 2          |
| 6.º | México    | —       | 1     | 1          |
| 7.º | China     | —       | 1     | —          |
| 7.º | Colômbia  | —       | 1     | —          |
| 9.º | França    | —       | —     | 1          |
| 9.º | Turquia   | —       | —     | 1          |